# Allium acutiflorum
Allium acutiflorum là một loài thực vật có hoa trong họ Amaryllidaceae. Loài này được Loisel. mô tả khoa học đầu tiên năm 1809.